# オリバー・ツイスト (2005年の映画)
『オリバー・ツイスト』（原題: Oliver Twist）は、2005年の映画。チャールズ・ディケンズの同名の小説をロマン・ポランスキーが映画化した。

## 概要
ストーリーは原作と同じだが、原作の内容と比べて、オリバーを育てた泥棒のフェイギンと紳士のブラウンロー氏の、対照的な2人の愛情の狭間に揺れるオリバーの悲しい運命が描かれている。

## キャスト
| 役名                 | 俳優                       | 日本語吹替     |
| -------------------- | -------------------------- | -------------- |
| オリバー・ツイスト   | バーニー・クラーク         | 池田恭祐       |
| フェイギン           | ベン・キングズレー         | 青野武         |
| ブラウンロー氏       | エドワード・ハードウィック | 富田耕生       |
| アートフル・ドジャー | ハリー・イーデン           | 関根直也       |
| ビル・サイクス       | ジェイミー・フォアマン     | 坂口候一       |
| ナンシー             | リアン・ロウ               | 小島幸子       |
| トビー・クラキット   | マーク・ストロング         | 青山穣         |
| バンブル             | ジェレミー・スイフト       | 辻親八         |
| サーベリー           | マイケル・ヒース           | 小島敏彦       |
| サーベリー夫人       | ジリアン・ハンナ           | 竹口安芸子     |
| ベドウィン           | フランシス・クカ           | 斉藤昌         |
| リムキンズ           | イアン・マクニース         | 亀井三郎       |
| 街の女               | 不明                       | きのしたゆうこ |

- その他の日本語吹き替え：丸山詠二／菊池いづみ／石川ひろあき／伝坂勉／武虎／小川一樹／樋口あかり／羽多野渉／内山昂輝／村上想太／宮里駿／十川史也

## スタッフ
- 監督/製作：ロマン・ポランスキー
- 製作：アラン・サルド、ロベール・ベンムッサ
- 脚本：ロナルド・ハーウッド
- 撮影：パヴェル・エデルマン
- プロダクションデザイン：アラン・スタルスキ
- 衣装デザイン：アンナ・シェパード
- 編集：エルヴェ・ド・リューズ
- 音楽：レイチェル・ポートマン